# Sielsowiet bobrawski
Sielsowiet bobrawski (ros. Бобравский сельсовет) – jednostka administracyjna wchodząca w skład rejonu biełowskiego w оbwodzie kurskim w Rosji.
Centrum administracyjnym sielsowietu jest sieło Bobrawa.

## Geografia
Powierzchnia sielsowietu wynosi 70,99 km².

## Historia
Status i granice sielsowietu zostały określone 21 października 2004 roku.

## Demografia
W 2017 roku sielsowiet zamieszkiwało 697 mieszkańców.

## Miejscowości
W skład sielsowietu wchodzą miejscowości: Bobrawa, Goczewo, Iwanowskij, Strigosły.